# Olympische Jugend-Sommerspiele 2014/Teilnehmer (Angola)
| Gelbes Symbol für Goldmedaillen mit stilisierten Olympischen Ringen | Graues Symbol für Silbermedaillen mit stilisierten Olympischen Ringen | Braundes Symbol für Bronzemedaillen mit stilisierten Olympischen Ringen |
| ------------------------------------------------------------------- | --------------------------------------------------------------------- | ----------------------------------------------------------------------- |
| —                                                                   | —                                                                     | —                                                                       |

Die Jugend-Olympiamannschaft aus Angola für die II. Olympischen Jugend-Sommerspiele vom 16. bis 28. August 2014 in Nanjing (Volksrepublik China) bestand aus fünfzehn Athleten. Sie konnten keine Medaille gewinnen.

## Athleten nach Sportarten

### Handball
Mädchen
- 5. Platz
- Kader
Amelia Caluyombo
Alexandra Chaca
Alcina Chitangueleca
Joana Costa
Nicol da Costa
Fernanda Cungulo
Lucinda Ganga
Vilma Menganga
Manuela Paulino
Dalva Peres
Marila Quizelete
Vilma Silva
Swelly Simao
Jocelina Yanda

### Leichtathletik
Jungen
- Venancio Caculama
100 m: 23. Platz